# Rasmus Hansen-Stavnsbjerg
Rasmus Hansen, kaldet Rasmus Hansen-Stavnsbjerg (født 7. maj 1860 i Dråby, død 24. november 1929 på Stavnsbjerg) var en dansk gårdejer og politiker. Han sad i Folketinget for Venstre fra 1913 til 1920 og i Landstinget fra 1923 til sin død i 1929.
Hansen var søn af gårdejer Jakob Hansen og hustru Marie Kirstine Rasmusdatter i Dråby ved Ebeltoft. Han lærte landbrug og mejeribrug på Faurbogård Landbrugsskole i 1886-1887 og var derefter mejeribestyrer på Vejstrup-Hejls Mejeri indtil 1893. Han købte gården Stavnsbjerg i Hejls Sogn i syd for Kolding af sin svoger Chresten Hansen, Nørremølle i 1893.
Rasmus Hansen var medlem af amtsrådet i Vejle Amt fra 1904 til 1910 og havde også en række andre tillidsposter.
Han stillede op til Folketinget for Venstre i Vonsildkredsen ved valget i 1910 i stedet for kredsens daværende medlem af Folketinget, gårdejer Anders Jessen, som ikke genopstillede. Imidlertid vandt kandidaten fra Højre, proprietær L.H. Bramsen, med en overvægt på kun 15 stemmer. Til gengæld vandt Rasmus Hansen over Bramsen ved næste folketingsvalg i 1913. Han opnåede genvalg ved valgene i 1915 og 1918, men mistede sin plads i Folketinget ved folketingsvalget i april 1920. Han prøvede igen forgæves ved valget i juli 1920.
Da det landstingsvalgte medlem af Landstinget Jens Peter Dalsgaard døde 9. december 1923, valgte Landstinget Hansen som Dalsgaards efterfølger. Rasmus Hansen døde selv i 1929 og blev efterfulgt i Landstinget af Rasmus Rasmussen Flemløse.